# Tom and His Computer: Future Ruins
|  | Denne artikel er oprettet af botten Steenthbot ud fra en ekstern database. Den kan derfor have sproglige fejl eller mangler. Denne skabelon kan fjernes efter kontrol af indholdet. |

Tom and His Computer: Future Ruins er en dansk kortfilm fra 2020 instrueret af Martin Garde Abildgaard.

## Medvirkende
- Cyron Melville, Desmond
- Sonia Suhl, Hope